# John Hannah (fútbol americano)
John Allen «Hog» Hannah (4 de abril de 1951) es un jugador de fútbol americano retirado que se desempeñaba en la posición de guardia izquierdo. Jugó toda su carrera profesional con los New England Patriots de 1973 a 1985 en la National Football League. Fue elegido para ingresar al Salón de la Fama del Fútbol Americano Profesional en 1991, y la revista Sports Illustrated lo llamó, en su portada del 3 de agosto de 1981, el «mejor liniero ofensivo de todos los tiempos».

## Primeros años
John Hannah nació en Canton, Georgia, siendo el hijo de un jugador de la NFL, Herbert (Herb) Hannah, un liniero ofensivo para la Universidad de Alabama que jugó un año como tackle para los New York Giants en 1951.
Hannah fue criado en Albertville, Alabama, y se destacó en el fútbol americano, la lucha y el atletismo en la Baylor School en Chattanooga, Tennessee. Ganó un campeonato nacional de lucha de manera individual en el Campeonato Nacional de Preparatorias de 1967. Sin embargo, Hannah jugó fútbol americano durante su último año de preparatoria en la Albertville High School, de donde se graduó en 1969.

## Carrera universitaria
Hannah jugó las posiciones de tackle y guardia para la Universidad de Alabama bajo el mando del entrenador Paul «Bear» Bryant de 1970 a 1972, y obtuvo honores All-American en dos ocasiones, en 1971 y en 1972. Durante su estancia Hannah fue parte de un equipo que ganó el campeonato de la SEC. Fue incluido en el equipo All-Century de la Universidad de Alabama y también en el equipo All-Decade de la década de 1970 de su universidad. En ese tiempo también participó en lucha, lanzamiento de peso y lanzamiento de disco. Hannah ingresó al Salón de la Fama del Fútbol Americano Universitario en 1999. Bryant diría posteriormente que Hannah fue el mejor liniero que jamás tuvo en su equipo.

## Carrera en la NFL
Hannah llegó a los Patriots en 1973 como la cuarta selección global en el Draft de 1973 de la NFL. Jugó toda su carrera profesional en New England. A pesar de ser considerado algo bajo para los estándares de la NFL, Hannah compensaba esto con gran velocidad y agilidad, así como con fuerza en las piernas. Hannah sobresalió como protector en jugadas de pase, bloqueador en jugadas por tierra  y como el guardia móvil en jugadas de tipo sweep. El nivel de compromiso de Hannah con el deporte era muy alto y esperaba lo mismo de cada uno de sus compañeros, en ocasiones molestándose bastante si no sentía que lo estuvieran haciendo. Hannah inició como titular los primeros trece partidos de su temporada de novato en 1973, hasta que una lesión en la pierna lo obligó a perderse el último partido de la temporada. Él y el tackle Leon Gray formaron lo que generalmente era considerado la mejor dupla de guardia/tackle en la NFL desde los mediados hasta los fines de los años 1970. Gray y Hannah también se conjuntaron con el ala cerrada Russ Francis para formar uno de los tríos del lado izquierdo de la formación más poderosos de la liga. Hannah fue parte fundamental de la línea ofensiva de 1978 que implantó un récord aún vigente con 3165 yardas terrestres. Hannah solamente se perdió cinco partidos de 191 posibles a causa de lesiones en su carrera. Además se perdió los primeros tres partidos de la temporada de 1977 debido a que él y Gray estaban protestando a causa de disputas contractuales. Los Patriots terminaron con récord ganador siete veces y tuvieron solamente tres temporadas perdedoras durante la carrera de trece años de Hannah. En 1985, Hannah ayudó a guiar al equipo a su primero título de la AFC y primera aparición en el Super Bowl. Hannah se retiró de la NFL después de jugar en el Super Bowl XX.
Hannah fue nombrado All-Pro diez veces (1976-1985) y All-AFC once veces (1974, 1976-1985). También fue elegido para jugar en nueve Pro Bowls. Fue votado como el Liniero Ofensivo del Año de Seagram's Seven Crowns of Sports tanto en 1978 como en 1980 y fue el ganador del premio al Liniero Ofensivo del Año de NFLPA - Coca Cola (otorgado a través de los votos de los jugadores de la NFL) en cuatro años consecutivos (1978-81). Igualmente es uno de los pocos jugadores que han sido incluidos en dos equipos distintos de All-Decade de la NFL, ya que Hannah fue elegido para formar parte de los equipos de las décadas de 1970 y 1980 (uniéndose a un grupo de jugadores de élite que han conseguido esto, incluyendo a Walter Payton). Hannah también fue seleccionado para el equipo del 75 aniversario de la NFL, siendo el primer guardia del equipo.
En 1991, se convirtió en el primero jugador de los Patriots de la historia en entrar al Salón de la Fama del Fútbol Americano Profesional. Él y Andre Tippett son los únicos miembros del Salón de la Fama en haber jugado todas sus carreras con los Patriots. En 1999, obtuvo la posición 20 en la lista de Sporting News de los 100 Mejores Jugadores de Fútbol Americano, el Patriot con la mejor posición, así como el mejor guardia y el segundo mejor liniero ofensivo detrás de Anthony Muñoz.

## Como entrenador
Hannah se convirtió en entrenador asistente en la Governor Dummer Academy en Massachusetts, dejando el cargo para tomar el de entrenador en jefe en la preparatoria de Somerville, Massachusetts en 2004. A la vez que colaboraba como el coordinador de desarrollo juvenil de la ciudad, Hannah condujo al equipo de Somerville a una temporada sin victorias. Se marchó para convertirse en entrenador asistente especial en su alma mater, Baylor School en Chattanooga, Tennessee en 2005. Renunció a este cargo el término de la temporada de 2005.

## Familia
Los hermanos de Hannah Charley y David también fueron linieros All-Conference en la Universidad de Alabama. Charley Hannah jugó en la NFL de 1977 a 1988 con los Tampa Bay Buccaneers y Los Angeles Raiders. Charley fue miembro del equipo de los Raiders que ganó el Super Bowl XVIII.